# Villa di San Francesco di Paola

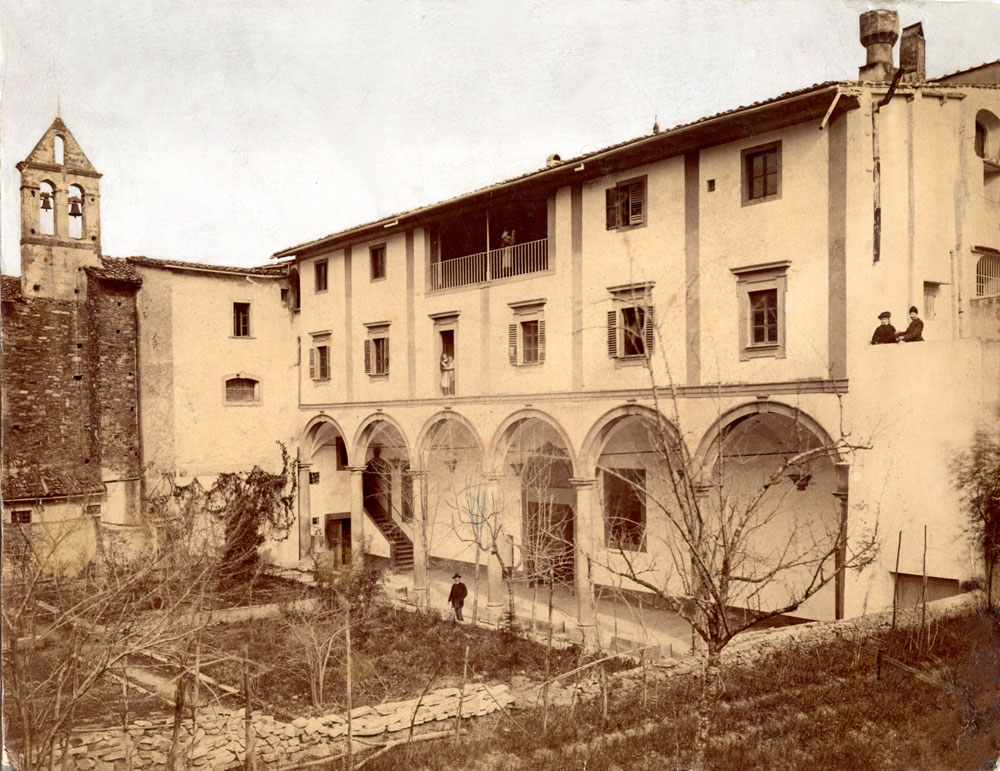
Rückseitige Fassade mit Loggia, 1878

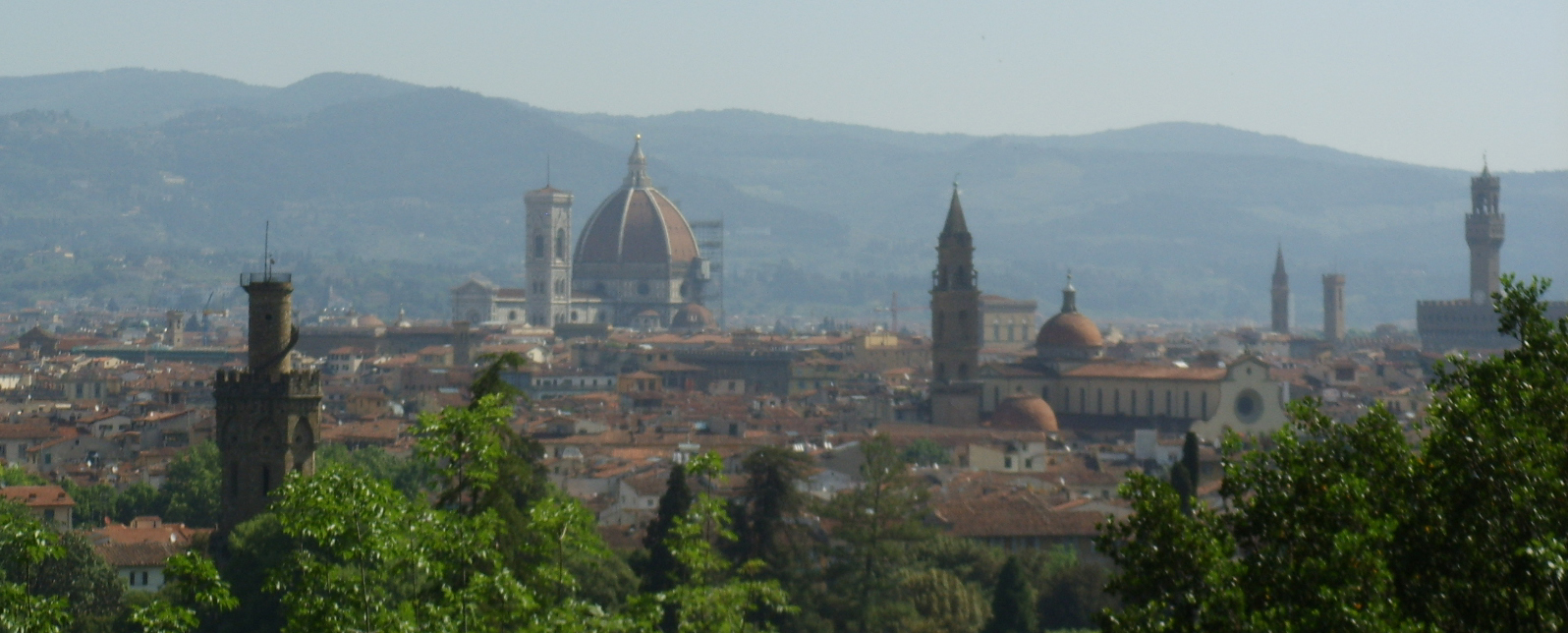
Blick vom Garten auf die Silhouette von Florenz

Die Villa di San Francesco di Paola ist ein ehemaliges Kloster der Paulaner im Süden von Florenz, Italien. Gebäude und Garten sind in privater Hand und können aufgrund einer Vereinbarung mit der Associazione Dimore Storiche Italiane an festgelegten Daten nach Voranmeldung besichtigt werden. Vom Belvedere im Garten hat man einen herausragenden Blick auf die Stadt Florenz.

## Klostergründung
Das Kloster wurde 1575 durch Bianca Cappello gestiftet, die zu Ehren des Franz von Paola ein Kloster des von ihm gegründeten Ordens errichten ließ. Mit finanzieller Unterstützung von Francesco I. de’ Medici erbauten die Paulaner bis 1583 eine Renaissance-Kirche mit angebautem Kloster oberhalb des Arno am Hang des Hügels San Donato a Scopeto. Das Grundstück war im Besitz der Familie Strozzi und wurde dem Kloster von Alexander Strozzi geschenkt.

## Spätere Nutzung
Das Kloster wurde 1783 aufgehoben und ging in den Privatbesitz der Familie Federighi über. Ab etwa 1825 wurde die Villa mehrfach verkauft und 1874 wurde sie kurzzeitig zum Sitz der Verwaltung von Galluzzo, das von 1881 bis 1928 eine selbständige Gemeinde war und heute Teil des 3. Stadtbezirks (Quartiere 3: Gavinana/Galluzzo) von Florenz ist.
Noch im Jahr 1874 kaufte der deutsche Bildhauer Adolf von Hildebrand die Villa mit einem Vorschuss auf das Erbe seines Vaters und ließ mit Unterstützung seines Mäzens Konrad Fiedler je ein Atelier für sich und den befreundeten Maler Hans von Marées einrichten. Marées zog schon 1875 nach einem Streit wieder aus. Für rund 30 Jahre war die Villa Sitz der Künstlerfamilie von Hildebrand, bis Adolf von Hildebrand endgültig in das von ihm selbst 1898 erbaute Hildebrandhaus in München umzog. In dieser Zeit ließ Hildebrand jeweils zwei Klosterzellen zu einem größeren Raum zusammenlegen, baute ein weiteres Atelier im zweiten Obergeschoss ein und schuf zwei Salons. Das Haus ist weiterhin in Familienbesitz, der Familienname wechselte durch Einheirat auf Brewster.
Die Villa stand seit der Übernahme durch die Familie Hildebrand im Mittelpunkt einer Gemeinschaft von Kosmopoliten, die die Kultur Italiens suchten und entweder dauerhaft oder zeitweise das Klima in Florenz ihren Heimatländern vorzogen. Unter den kurzzeitigen oder längeren Gästen in der Villa waren unter anderem Richard und Cosima Wagner, Clara Schumann, Ethel Smyth, Henry James, William Ewart Gladstone und Bernard Berenson. Weitere Gäste waren Franz Liszt, Arnold Böcklin, Joseph Joachim, Johannes Brahms, Hermann von Helmholtz, Werner von Siemens, Eleonora Duse und nicht zuletzt Kaiserin Elisabeth von Österreich-Ungarn.
Das Haus wurde vor allem durch von Hildebrands Frau Irene, geborene Koppel-Schäufelen eingerichtet. Sie stammte aus einer vermögenden Familie und hatte die Mittel, alte italienische Möbel anzukaufen, die sparsam in den großzügigen Räumen verteilt wurden. Ab 1876 wurden vereinzelt Räume zusammengelegt und vergrößert. Decken und Wände, zum Teil auch die Außenwände, stattete von Hildebrand mit Fresken, Reliefs und wertvollen Gobelins aus. Haus und Park mit Gefällen und steilen Anstiegen, Obstbaumwiesen und Olivenhainen spiegeln die toskanische Landschaft en miniature wider und etablierten sich als vielbeschworene Künstleridylle, deren „wunderbare Stimmung“ noch ein Jahrhundert später Georg Baselitz beschrieb.

## Baubeschreibung
Die heutige Villa, das ehemalige Kloster, schließt sich südlich an die Kirche San Francesco di Paola an. Der Eingang liegt auf der Ostseite und wird durch eine große Tür mit Doppelflügeln und Oberlicht eröffnet, über dem ein Balkon mit schmiedeeisernem Gitter mit Auflage aus groben Stein ausragt. Die Renaissance-Loggia auf der Westfassade wird von Steinsäulen getragen. Das Erdgeschoss weist die doppelte Höhe gegenüber den beiden Obergeschossen auf und besteht hauptsächlich aus zwei großen Sälen, die ursprünglich als Empfangshalle und Refektorium genutzt wurden. Später haben sich dort die Künstler ihre Ateliers eingerichtet.
Die beiden oberen Stockwerke haben einen fast identischen Grundriss mit einem zentralen Gang in der vollen Länge und Klosterzellen nach beiden Seiten. Die Putzfassade der Obergeschosse mit Leisten, Pilastern und Perlschnur-Ornamenten weist auf das 18. Jahrhundert hin und wurde wahrscheinlich von der Familie Federighi gestaltet.
An der Fassade sind mehrere Reliefs von Adolf von Hildebrand angebracht, in der Loggia stehen drei Statuen aus seiner Hand. Im Garten steht nahe dem Eingang eine Statue des Franz von Paola, die Giuseppe Piamontini 1695 im Auftrag von Cosimo III. de’ Medici geschaffen hat. Der Garten selbst wird durch Zypressen geprägt, die Irene Hildebrand auf den vorher durch das Kloster landwirtschaftlich genutzten Flächen gepflanzt hat.
Auf dem Gelände befinden sich mehrere Nebengebäude, die zu verschiedenen Zeiten errichtet wurden. Darunter die ehemalige Scheune, die sich Autor und Kosmopolit Harry Brewster (1910–1999) und Enkel von Adolf von Hildebrand zum Wohnhaus umgebaut hatte.